# Новобузький район
Новобу́зький райо́н — колишня адміністративно-територіальна одиниця Миколаївської області України. Площа становила 1 243 км² (5 % від площі області). Районний центр — місто Новий Буг. 17 липня 2020 року район було ліквідовано внаслідок адміністративно-територіальної реформи.

## Географія
Сьогодні район має 1243,8 квадратних кілометри. Сільгоспугідь — 110097 гектарів, в тому числі ріллі — 94545.
Населених пунктів — 58 (1 — місто, 57 — сіл), що входять до міської та дванадцяти сільських Рад (Баратівська, Березнегуватська, Вільнозапорізька, Кам'янська, Новомиколаївська, Новомихайлівська, Новополтавська, Новоюр'ївська, Новохристофорівська, Розанівська, Софіївська, Шевченківська). В 1950 році сільрад було 17.
Площа району становить 5,1 % від загальної території області. Відстань від районного центру до Миколаєва — 105 км. Район межує з Баштанським, Казанківським, Єланецьким районами Миколаївської області та Устинівським, Бобринецьким районами Кіровоградської області.

## Історія краю
Новобузький край здавна називався Диким полем.
У так званих зимівниках в свій час на території, що нині займає район, розселились козаки Запорозької Січі.
У 1926 році в районі налічувалось 40 сільськогосподарських артілей і 11 товариств по обробітку землі. В 1930 році було 63 колгоспи. В 1950 — 58 колгоспів.
Нині Новобузький район — це історично вмотивований сільськогосподарський комплекс, що спеціалізується на виробництві зерна, м'яса й молока й первинній переробці певної частини сировини.
До 1992 року в районі налічувалось 24 колгоспи і 5 радгоспів, в цей час почали формуватись фермерські господарства.
17 липння 2020 року внаслідок адміністративно-територіальної реформи був ліквідований і приєднавши Баштанського району.

## Населення
Розподіл населення за віком та статтю (2001)
| Стать | Всього | До 15 років | 15-24 | 25-44 | 45-64 | 65-85 | Понад 85 |
| --- | ------ | ----------- | ----- | ----- | ----- | ----- | -------- |
| Чоловіки | 16 268 | 3601        | 2552  | 4935  | 3744  | 1387  | 49       |
| Жінки | 17 917 | 3252        | 2417  | 4826  | 4445  | 2704  | 273      |
| \| Статево-вікова піраміда \| Статево-вікова піраміда \| Статево-вікова піраміда \| \| ----------------------- \| ----------------------- \| ----------------------- \| \| Чоловіки \| Вік \| Жінки \| \| 49 \| 85 + \| 273 \| \| 82 \| 80-84 \| 295 \| \| 277 \| 75-79 \| 728 \| \| 496 \| 70-74 \| 948 \| \| 532 \| 65-69 \| 733 \| \| 1042 \| 60-64 \| 1337 \| \| 614 \| 55-59 \| 838 \| \| 1012 \| 50-54 \| 1091 \| \| 1076 \| 45-49 \| 1179 \| \| 1290 \| 40-44 \| 1180 \| \| 1231 \| 35-39 \| 1265 \| \| 1174 \| 30-34 \| 1176 \| \| 1240 \| 25-29 \| 1205 \| \| 1039 \| 20-24 \| 1081 \| \| 1513 \| 15-20 \| 1336 \| \| 1465 \| 10-14 \| 1376 \| \| 1210 \| 5-9 \| 1078 \| \| 926 \| 0-4 \| 798 \| |        |             |       |       |       |       |          |
| Статево-вікова піраміда |        |             |       |       |       |       |          |
| Чоловіки | Вік    | Жінки       |       |       |       |       |          |
| 49 | 85 +   | 273         |       |       |       |       |          |
| 82 | 80-84  | 295         |       |       |       |       |          |
| 277 | 75-79  | 728         |       |       |       |       |          |
| 496 | 70-74  | 948         |       |       |       |       |          |
| 532 | 65-69  | 733         |       |       |       |       |          |
| 1042 | 60-64  | 1337        |       |       |       |       |          |
| 614 | 55-59  | 838         |       |       |       |       |          |
| 1012 | 50-54  | 1091        |       |       |       |       |          |
| 1076 | 45-49  | 1179        |       |       |       |       |          |
| 1290 | 40-44  | 1180        |       |       |       |       |          |
| 1231 | 35-39  | 1265        |       |       |       |       |          |
| 1174 | 30-34  | 1176        |       |       |       |       |          |
| 1240 | 25-29  | 1205        |       |       |       |       |          |
| 1039 | 20-24  | 1081        |       |       |       |       |          |
| 1513 | 15-20  | 1336        |       |       |       |       |          |
| 1465 | 10-14  | 1376        |       |       |       |       |          |
| 1210 | 5-9    | 1078        |       |       |       |       |          |
| 926 | 0-4    | 798         |       |       |       |       |          |

Національний склад населення за даними перепису 2001 року:
| Національність | Кількість осіб | Відсоток |
| -------------- | -------------- | -------- |
| українці       | 31618          | 92,48%   |
| росіяни        | 1512           | 4,42%    |
| молдовани      | 530            | 1,55%    |
| білоруси       | 215            | 0,63%    |
| вірмени        | 104            | 0,30%    |
| інші           | 211            | 0,62%    |

Мовний склад населення за даними перепису 2001 року:
| Мова       | Кількість осіб | Відсоток |
| ---------- | -------------- | -------- |
| українська | 32148          | 94,03%   |
| російська  | 1511           | 4,42%    |
| молдовська | 315            | 0,92%    |
| вірменська | 90             | 0,26%    |
| білоруська | 73             | 0,21%    |
| інші       | 53             | 0,16%    |

Станом на січень 2015 року тут мешкала 31 401 особа, з них міського населення — 15 603 (власне Новий Буг), сільського — 15 798 осіб.

## Природний комплекс
В районі на обліку 40 ставків, 24 ставка придатні для риборозведення, 33 га становлять штучні водотоки, 21 га — природні (на території району протікає річка Інгул), Софіївське водосховище площею 552 га.
В межах району розташований Регіональний ландшафтний парк Приінгульський, метою створення якого є збереження в природному стані ділянки долини р. Інгулу з її типовими та унікальними природними комплексами (фрагментами цілинного степу, гранітними відслоненнями, водотоками, лісовими насадженнями).
На території району 38 сільськогосподарських підприємства, 183 фермерських господарства. Промисловість представлена сирзаводом, консервним заводом, меблевою фабрикою, двома комбікормовими заводами.

## Транспортний комплекс
На території району розташовано автомобільні шляхи: регіональні — Дніпропетровськ-Миколаїв — 35,8 км; територіальні — Одеса-Вознесенськ-Новий Буг — 27,7 км; місцевого значення — 142,9 км;
— залізничні колії: через Новий Буг проходить Одеська залізниця, яка на території району займає 197 га.

## Освітні установи
У районі діє 28 дошкільних заклади, позашкільних — 2, загальноосвітніх шкіл 33, пришкільний інтернат — 1, два вищих заклади освіти І-ІІ рівня акредитації: Новобузький коледж Миколаївського державного аграрного університету та Новобузький педагогічний коледж Миколаївського державного університету.

## Засоби масової інформації
В районі розташоване видавництво Новобузької районної газети «Вперед», газета «Добре слово», КП «Новобузьке районне телерадіомовлення».

## Пам'ятки
У Новобузькому районі Миколаївської області на обліку перебуває 1 пам'ятка архітектури, 40 — історії та 2 — монументального мистецтва

## Політика
25 травня 2014 року відбулися Президентські вибори України. У межах Новобузького району була створена 41 виборча дільниця. Явка на виборах складала — 54,39% (проголосували 12 820 із 23 572 виборців). Найбільшу кількість голосів отримав Петро Порошенко — 46,00% (5 897 виборців); Юлія Тимошенко — 13,05% (1 673 виборців), Сергій Тігіпко — 9,04% (1 159 виборців), Олег Ляшко — 8,85% (1 135 виборців), Анатолій Гриценко — 4,98% (638 виборців). Решта кандидатів набрали меншу кількість голосів. Кількість недійсних або зіпсованих бюлетенів — 1,71%.